# Sân bay quốc tế La Chinita
Sân bay quốc tế La Chinita (IATA: MAR, ICAO: SVMC) là một sân bay tọa lạc tại Maracaibo, Venezuela.
Sân bay được mở cửa ngày 16 tháng 11/1969, trong thời của chính phủ tổng thống Rafael Caldera để mở cửa cho vùng phía Tây của quốc gia này và để giảm tải cho Sân bay quốc tế Simón Bolíva gần Caracass - sân bay chiếm 90% lượng khách quốc tế đến quốc gia này. Trên thực tế, các chuyến quốc tế là đến Aruba, Bogotá, Barranquilla, Cartagena, Curaçao, Miami, và Thành phố Panama, mà hãng Copa Airlines bắt đầu từ tháng 1 năm 2006.

## Các hãng hàng không
- Aires (Barranquilla, Bogotá, Cartagena, Cucuta)
- Aeropostal (Barcelona, Caracas, Miami, Porlamar, Valencia)
- American Airlines (Miami)
- Copa Airlines (Panama City)
- Santa Barbara Airlines (Aruba, Barquisimeto, Caracas, Mérida, San Antonio, Valencia)
- Avior (Barcelona, Curaçao, Mérida, Porlamar, Puerto Ordaz, Valencia)
- Conviasa (Caracas)
- Aserca Airlines (Barcelona, Caracas, Puerto Ordaz, Valencia)
- Venezolana